# Zeitalter Eduards VII.

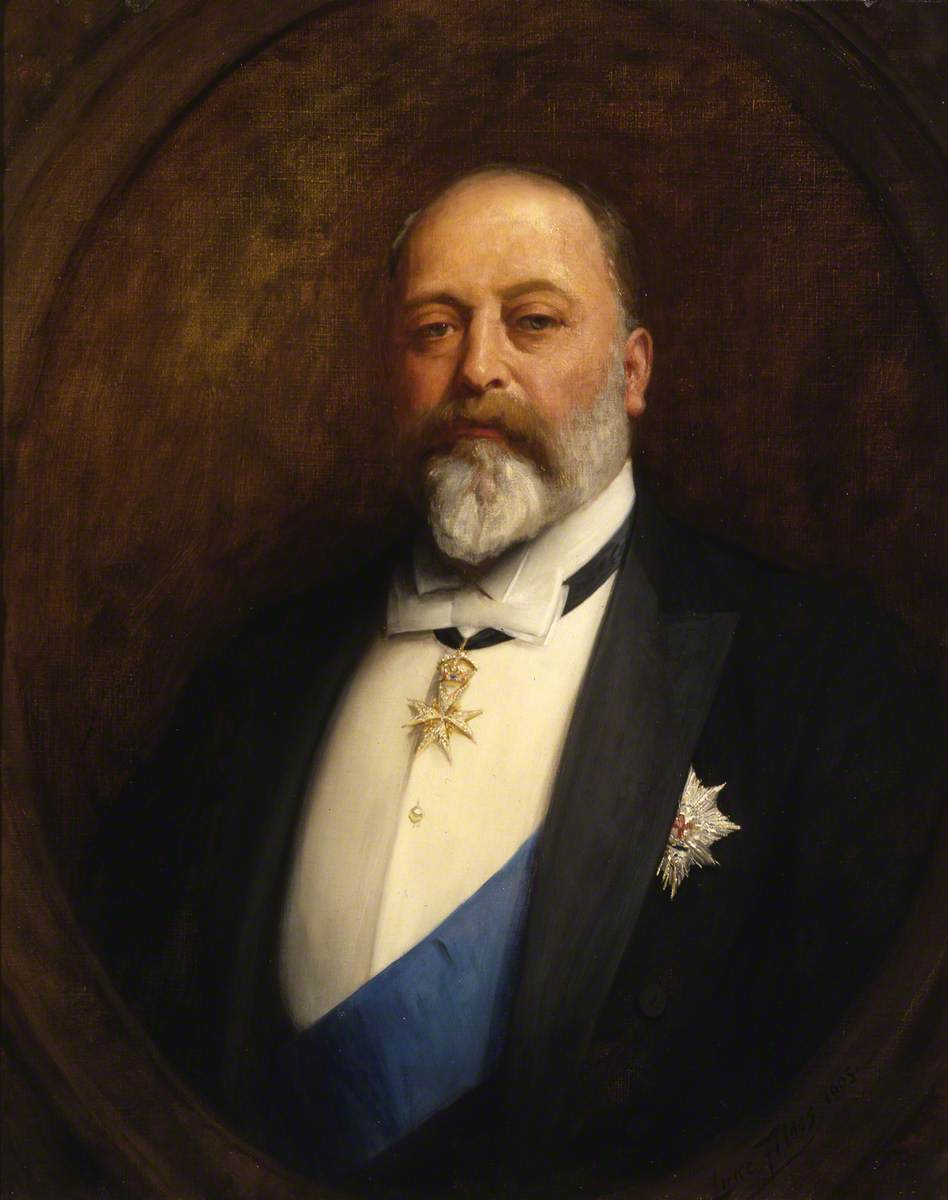
Eduard VII.

Das Zeitalter Eduards VII. (englisch Edwardian era, daher vereinzelt auch im Deutschen Edwardische Epoche) bezeichnet in der britischen Kulturgeschichtsschreibung die Zeit von der Thronbesteigung Eduard VII. 1901 bis zum Ausbruch des Ersten Weltkriegs 1914. Historisch gesehen ist das Zeitalter Eduards ein Nachklang zum Viktorianischen Zeitalter. In Frankreich entspricht das Zeitalter Eduards VII. ungefähr der Belle Époque, kunstgeschichtlich wird diese Zeit in weiten Teilen Mitteleuropas (Deutsches Reich, Österreich-Ungarn) vor allem mit dem Jugendstil gleichgesetzt. In den USA fällt diese Zeit, politisch-ökonomisch betrachtet, vor allem mit der Progressive Era und dem Ende des Gilded Age zusammen. Es handelt sich um die bislang letzte Epoche in der Geschichte Großbritanniens, die nach einem Monarchen benannt wird.

## Ereignisse
Der Übergang vom Viktorianischen Zeitalter zur Edwardischen Epoche ist fließend. Als ereignisgeschichtliche Wegmarke kann die zweite Phase des Zweiten Burenkrieges in Südafrika gelten, als die Buren nach britischen Erfolgen ihre bisherige Taktik zugunsten eines Guerillakrieges aufgaben. Der Krieg spaltete die englische Gesellschaft in Befürworter und scharfe Gegner des Krieges, zu deren Wortführer der pazifistisch eingestellte Liberale David Lloyd George wurde. Die Unterhauswahlen 1906 brachten einen Erdrutschsieg für die Liberalen. Damit begann eine Vorherrschaft der Liberalen, die bis in die Zeit nach dem Ersten Weltkrieg andauerte.
Außenpolitisch begann sich die Konkurrenz zwischen Großbritannien und dem Deutschen Reich zu verschärfen. Bereits 1902 hatte Großbritannien ein Bündnis mit Japan geschlossen, womit es seine splendid isolation aufgab. Vor allem war der deutsche Kaiser Wilhelm II. nicht bereit, über das Flottenbauprogramm zu verhandeln. Dies führte 1904 zum Abschluss der Entente cordiale zwischen Frankreich und Großbritannien, der 1907 auch Russland beitrat. 1906 wurde eine neue Klasse von Kriegsschiffen, die Dreadnoughtklasse in Dienst gestellt, was zu einem Wettrüsten bei den übrigen Großmächten führte. 1907 konnte sich die britische Regierung im Vertrag von Sankt Petersburg mit Russland über die Aufteilung der Interessensphären in Zentralasien einigen, wobei der südliche Teil Persiens und ganz Afghanistan dem britischen Einfluss zugeordnet wurde. Bereits 1904 hatte eine britische Expedition gegen Tibet unter Francis Younghusband dieses Land teilweise geöffnet und zu einem Vertrag mit dem Kaiserreich China geführt.
Innenpolitisch begann unter Schatzkanzler David Lloyd George der Aufbau eines Wohlfahrtsstaates. 1903 gründete Emmeline Pankhurst die Women’s Social and Political Union (WSPU), eine radikal-bürgerliche Partei der Frauenrechtsbewegung. Ein Hauptanliegen der Frauenbewegung vor dem Ersten Weltkrieg war die Einführung des Frauenwahlrechts, das in Großbritannien erst 1919 eingeschränkt und 1928 vollständig zugestanden wurde.

## Die Künste
In der Architektur und im Design konnte sich der Jugendstil nicht durchsetzen. Es fand ein historisierender Rückgriff statt, womit sich das Edwardische Barock herausbildete, das in Repräsentationsgebäuden wie etwa dem Port of Liverpool Building erhalten ist.
In der Literatur können H. G. Wells, George Bernard Shaw und Joseph Conrad der Edwardian era zugeordnet werden. Wells war zu dieser Zeit mit dem bereits 1898 erschienenen Krieg der Welten populär, durch die Aufdeckung der Kongogräuel durch den britischen Journalisten und Menschenrechtsaktivisten Edmund Dene Morel wurde Joseph Conrads Roman Heart of Darkness in der ersten Dekade des 20. Jahrhunderts hochaktuell.
In der Musik ist besonders der 1904 zum Ritter geschlagene Edward Elgar zu nennen, der zahlreiche patriotische Werke komponierte, die noch heute sehr bekannt sind und allgemein als "typisch englisch" gelten, etwa den Marsch Land of Hope and Glory.

## Mode und Wohnen

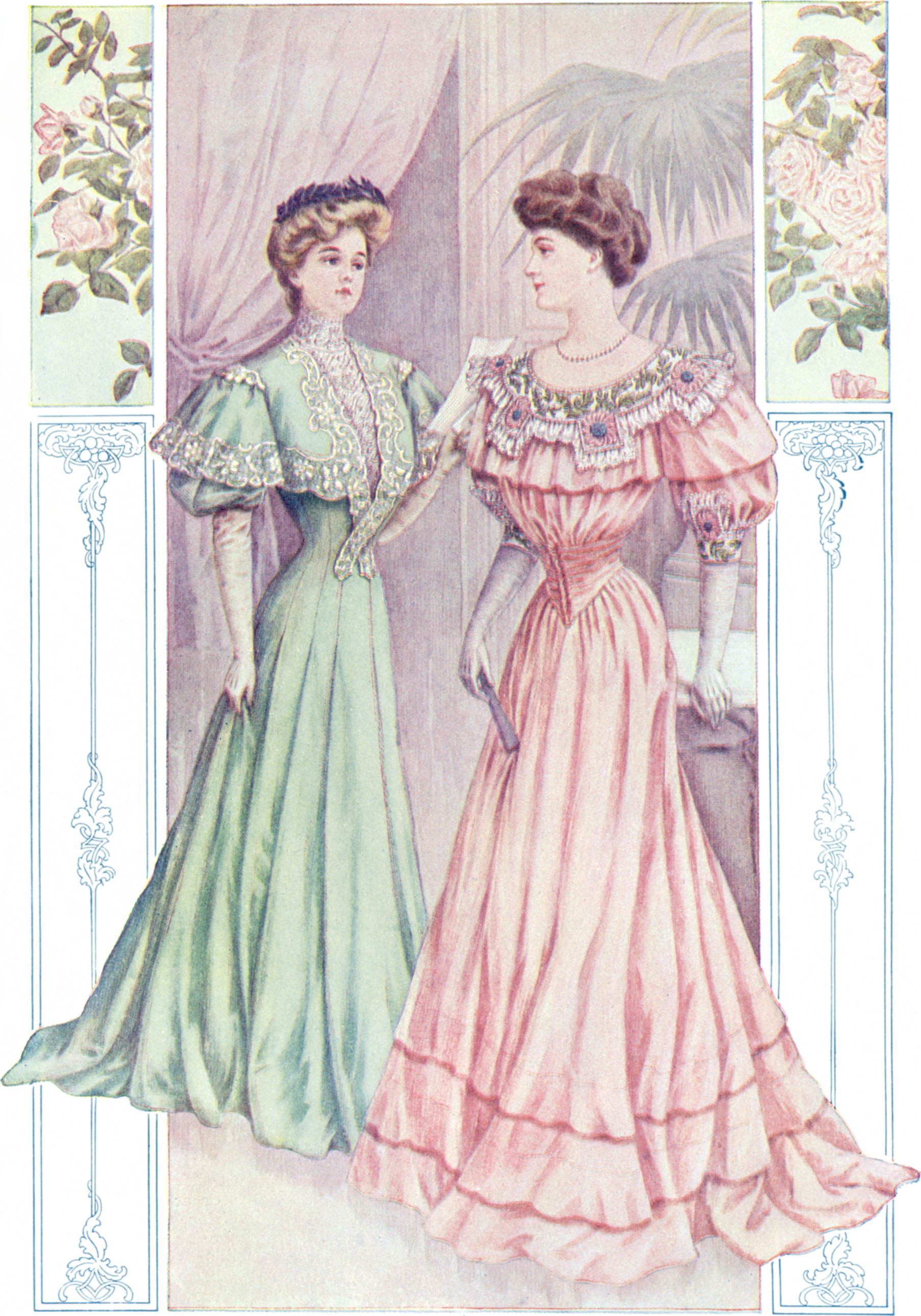
Im Trend: Helle Farben und Blumen

Der schwere, dunkle, überladene Look der Viktorianischen Epoche war verschwunden und an seine Stelle trat etwas viel Leichteres und Fröhlicheres. Die Farben wurden frisch und hell, die Muster feminin, wobei Blumen und Blumenmuster sehr beliebt waren. Bei der Damenmode wurden überwiegend Pastellfarben, wie hellblau, fliederfarben, hellgrün, pastellgelb und helle Grautöne verwendet.
In Wohnräumen wurden oft dunklere Farben wie dunkelgrün für Stoffe verwendet, oft ergänzt durch cremefarbene Wände. Ohrensessel wurden wieder beliebt, meist mit einer Polsterung in hellen Farben. Auch kam das Aufstellen von frischen Blumenarrangements in Mode. Die bevorzugten Materialien für Möbel waren Bambus und Korb-Weide. Obwohl Thomas Sheraton zu dieser Zeit nicht mehr lebte, hatte er einen großen Einfluss auf das Möbeldesign dieser Zeit.
Auswirkungen auf die Eisenbahn
Die Veränderungen in der Mode mit ihren hellen Pastellfarben hatte sogar Einfluss auf die Eisenbahn. Die Lancashire and Yorkshire Railway lackierte ihre Güterwagen ebenfalls in solchen Farben. Wagen für den Transport von Butter waren hellblau, für Fischtransporte pastellgrün und für Fleischwaren rosa. Die Great Eastern Railway hatte pastellgelbe Kühlwagen für den Buttertransport und die London and South Western Railway lachsrosa Kühlwagen. Die Farben hielten sich aber nur einige Jahre. Ab 1908 wurden neue Kühlwagen unabhängig von den zu transportierenden Gütern einheitlich weiß gestrichen.

## Alltagskultur

Aufstieg der Musikindustrie: His Master’s Voice

1908 fanden die vierten Olympischen Sommerspiele in London statt, sportliche Betätigung zog sich erstmals durch alle Schichten der Gesellschaft, wobei Segeln und Tennis die klassischen Sportarten der Oberschicht waren, Fußball aber die breiten Volksmassen begeisterte. Das Zeitalter Eduards VII. fällt mit der Hochblüte der britischen Music Hall und dem Aufstieg der Musikindustrie durch die Verbreitung von Grammophonen und Schellackplatten zusammen. Auf diese Weise wurde das in den Music Halls aufgeführte Marschlied It’s a Long Way to Tipperary (1914) zu einem weit verbreiteten Schlager und begleitete die britischen Soldaten auf die Schlachtfelder in Nordfrankreich.